# Ateneu Popular de Calonge
L'Ateneu Popular de Calonge és una entitat fundada l'any 1991, per donar resposta a les diferents inquietuds culturals, esportives i de defensa del medi ambient de veïns i veïnes del municipi de Calonge i Sant Antoni, que en aquell moment no trobaven un espai, un marc associatiu, on desenvolupar-les.